# 哈爾帕塔瓜
哈爾帕塔瓜（西班牙語：Jalpatagua），是危地馬拉的城鎮，位於該國東南部，由胡蒂亞帕省負責管轄，面積204平方公里，海拔高度515米，2002年人口22,776，人口密度每平方公里111.65人。